# Tropiduchus subfasciata
Tropiduchus subfasciata är en insektsart som först beskrevs av Melichar 1914.  Tropiduchus subfasciata ingår i släktet Tropiduchus och familjen Tropiduchidae. Inga underarter finns listade i Catalogue of Life.